# Amandine Brossier
Amandine Brossier (* 15. August 1995 in Cholet) ist eine französische Sprinterin, die sich auf den 400-Meter-Lauf spezialisiert hat.

## Sportliche Laufbahn
Erste internationale Erfahrungen sammelte Amandine Brossier 2017 bei den U23-Europameisterschaften im polnischen Bydgoszcz, bei denen sie im 200-Meter-Lauf bis in das Halbfinale gelangte, in dem sie mit 23,91 s ausschied. Zudem gewann sie mit der französischen 4-mal-100-Meter-Staffel in 44,06 s die Silbermedaille. Im Jahr darauf gewann sie mit der 4-mal-400-Meter-Staffel in 3:29,76 min die Silbermedaille hinter Italien bei den Mittelmeerspielen in Tarragona. 2018 erreichte sie bei den Halleneuropameisterschaften in Glasgow das Halbfinale über 400 Meter und schied dort mit 54,56 s aus. Zudem belegte sie mit der französischen Stafette in 3:32,12 min den vierten Platz. Bei den World Relays in Yokohama wurde sie in 3:36,28 min Achte und im Juli gewann sie bei den Studentenweltspielen in Neapel in 51,77 s die Bronzemedaille über 400 Meter hinter der Mexikanerin Paola Morán und Leni Shida aus Uganda. Im Herbst schied sie dann bei den Weltmeisterschaften in Doha über 400 Meter mit 52,81 s in der ersten Runde aus und verpasste mit der Frauenstaffel sowie mit der gemischten 4-mal-400-Meter-Staffel jeweils den Finaleinzug. 2021 scheiterte sie dann bei den Halleneuropameisterschaften in Toruń mit 53,23 s in der Vorrunde. Anfang Mai verhalf sie bei den World Athletics Relays 2021 im polnischen Chorzów 4-mal-400-Meter-Staffel zum Finaleinzug und schied in der Mixed-Staffel mit 3:20,95 min im Vorlauf aus. Im August nahm sie erstmals an den Olympischen Spielen in Tokio teil und erreichte dort das Halbfinale über 400 m, in dem sie mit 51,30 s ausschied. Zudem verpasste sie mit der 4-mal-400-Meter-Staffel mit 3:25,07 min den Finaleinzug.
2022 siegte sie in 52,22 s über 400 Meter beim Meeting Stanislas Nancy und anschließend belegte sie bei den Weltmeisterschaften in Eugene mit 3:25,81 min im Finale der 4-mal-400-Meter-Staffel den fünften Platz. Anschließend schied sie bei den Europameisterschaften in München mit 51,21 s im Halbfinale über 400 Meter aus und verpasste im Staffelbewerb mit 3:29,64 min den Finaleinzug. Im Jahr darauf wurde sie bei der 1. Liga der Team-Europameisterschaft im Zuge der Europaspiele in Chorzów in 52,60 s Dritte im B-Lauf über 400 Meter und wurde mit der Mixed-Staffel in 3:13,36 min Dritte im A-Lauf. Im August belegte sie bei den Weltmeisterschaften in Budapest in 3:12,99 min den vierten Platz in der Mixed-Staffel und kam über 400 Meter mit 51,98 s nicht über den Vorlauf hinaus. Zudem gelangte sie mit der Frauenstaffel mit 3:28,35 min auf Rang neun. 2024 schied sie bei den Hallenweltmeisterschaften in Glasgow mit 53,26 s im Halbfinale im Einzelbewerb aus. Bei den World Athletics Relays in Nassau wurde sie in der Mixed-Staffel in 3:17,38 min Sechste in der Finalrunde und sicherte der Mannschaft damit einen Startplatz bei den Olympischen Spielen in Paris. Im Juni schied sie bei den Europameisterschaften in Rom mit 51,78 s im Halbfinale über 400 Meter aus und belegte mit der Frauenstaffel in 3:23,77 min den fünften Platz. Im August wurde sie bei den Olympischen Sommerspielen in Paris im Finale der Mixed-Staffel disqualifiziert.
2025 schied sie bei den Halleneuropameisterschaften in Apeldoorn mit 52,07 s im Halbfinale über 400 Meter aus und belegte mit der 4-mal-400-Meter-Staffel in 3:25,80 min den fünften Platz und stellte damit einen neuen Landesrekord auf.
2018 wurde Brossier französische Hallenmeisterin im 200-Meter-Lauf sowie 2020, 2021, 2024 und 2025 über 400 Meter. In den Jahren von 2021 bis 2023 siegte sie über 400 Meter auch im Freien.

## Persönliche Bestzeiten
- 200 Meter: 23,33 s (+2,0 m/s), 7. Juli 2018 in Albi
  - 200 Meter (Halle): 23,44 s, 18. Februar 2018 in Liévin
- 400 Meter: 50,43 s, 12. Juli 2024 in Monaco
  - 400 Meter (Halle): 51,67 s, 3. Februar 2024 in Metz